# Poker Face
«Poker Face» (вільний переклад: «байдужий вигляд обличчя»; вимовляється: «покер фейс») — пісня американської співачки Lady Gaga з її дебютного альбому «The Fame». Пісня є другим синглом з альбому «The Fame»; сингл вийшов в кінці 2008 року, а в деяких країнах на початку 2009 року. Композицію прихильно зустріли критики — більшість оцінили її позитивно. Сингл досяг світового успіху та довгий час очолювала хіт-паради в більш ніж 20 країнах, включаючи США, Австралію, Велику Британію, Росію, Канаду і ряд європейських країн.
Пісню номіновано в кількох категоріях на 52-й премії «Ґреммі» і здобула нагороду по номінації «Найкраща танцювальна композиція». Журнал «Rolling Stone» поставив пісню «Poker Face» на 96 місце в списку «100 найкращих пісень першої декади 2000-х».

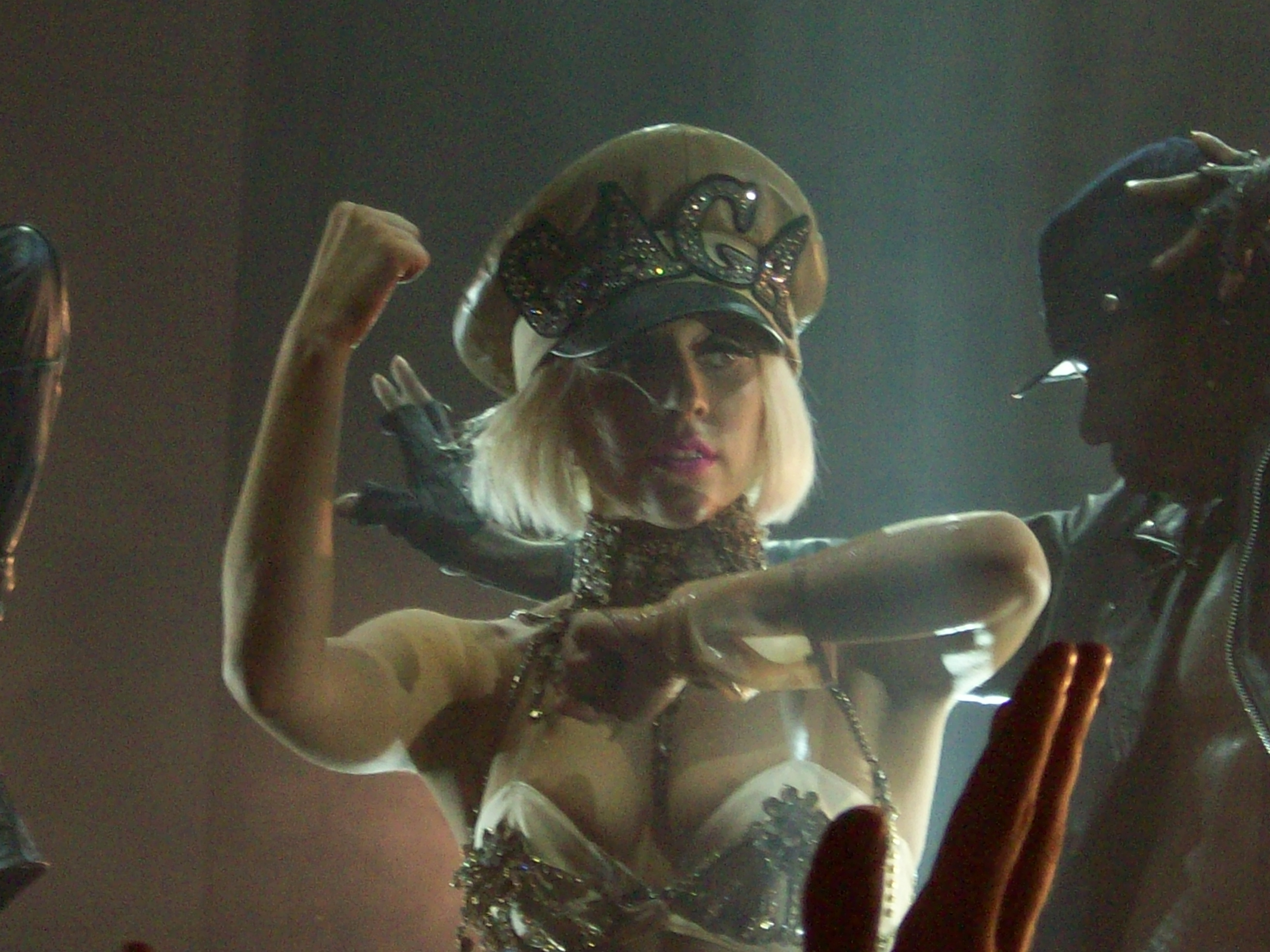
Гага виконує пісню «Poker Face» під час проведення туру «The Fame Ball Tour»

## Створення композиції

Гага виконує пісню «Poker Face» на «The Monster Ball Tour»

Пісню «Poker Face» написано спільно RedOne і Lady Gaga та спродюсовано RedOne. Гага стверджувала в інтерв'ю, що вона написала її як поп-пісню та присвятила її рок-н-рольним дружкам. Вона також говорила, що основними ідеями пісні були секс і азартні ігри. В інтерв'ю англійській газеті «Daily Star» Гага зазначила: «Пісня про багато речей. Я граю на гроші, але я також зустрічала багато хлопців, які насправді підсіли на секс, випивку й азартні ігри — і мені хотілося написати пісню, яка сподобалася б моїм друзям». В інтерв'ю журналу «Rolling Stone», коли Гагу запитали про значення слів «bluffin' with my muffin» (укр. розпакуй мій пиріжок) у пісні, вона сказала, що насправді це була метафора слова «вагіна». Вона пояснила, що:

«Адже очевидно ж, що це „poker face“ моєї кицьки! Я взяла цю фразу з іншої пісні, яку я написала, але так і не видала, вона називається „Blueberry Kisses“. Вона про дівчину, яка співає своєму хлопцеві про те, як сильно вона хоче, щоб він „спустився вниз“, і я просто взяла лірику звідти.»

Під час туру «The Fame Ball Tour», на одному з виступів у Палм-Спрінгл, Каліфорнії, 11 квітня 2009 року, Гага пояснила натовпу, яке справжнє значення терміна «Poker Face», використаного в пісні: пісня стикається з власним особистим бісексуальним досвідом. Прихована ідея пісні — вказати на відчуття того, коли находишся в ліжку з чоловіком та одночасно фантазуєш про жінку: чоловік у пісні мав би прочитати її «безпристрасне обличчя» та збагнути, що в жінки на думці.

## Музичне відео
Кліп на пісню знятий режисером Рей Кей разом з Ентоні Мендлер. Знімання відбувалося на розкішній віллі bwin «PokerIsland». Прем'єра кліпу відбулася 22 жовтня 2008 року. Дія кліпу починається з того, що Гага вилазить з басейну в чорному купальнику з маскою на обличчі, пізніше вона відкидає маску в сторону і починає співати.
У сцені танців біля басейну вона з'являється в бірюзовому купальнику. По ходу відео Гага відвідує дикі вечірки, де її намагаються обіграти в покер на роздягання.
Відео зібрало багато нагород: 21 червня 2009 року воно отримало нагороду в номінації «Найкраще міжнародне відео» на церемонії «MuchMusic Video Awards 2009», а також отримало чотири номінації, поряд з п'ятьма номінаціями пісні «Paparazzi», на церемонії MTV «Video Music Awards 2009»: «Найкраще відео», «Найкраще жіноче відео», «Найкраще поп-відео», «Найкращий новий артист», і перемогло в номінації «Найкращий новий артист».

## Живі виступи

Lady GaGa виконує пісню «Poker Face» на роялі під час проведення туру «The Fame Ball Tour»

«Poker Face» виконувалася на багатьох шоу і церемоніях включаючи «AOL Sessions», «Cherrytree House of Interscope Records», а також на церемоніях каналу MTV — як і в оригінальній версії, так і в акустичній. Під час гастрольного туру «The Fame Ball Tour» виконувалися обидві версії, а під час туру «The Monster Ball Tour» — тільки оригінальна версія.
Під час одного з виконань Гага грала на фортепіано стінки якого були виконані з плексигласу, а внутрішній вміст якого складався з бульбашок. На самій Газі була одягнена сукня зроблена з прозорих бульбашок різного діаметра. Також, під час виступу, поруч стояв манекен з кліпу «Poker Face».
1 квітня 2009 року Леді Гага виконала «Poker Face» під час телевізійного шоу «American Idol», на телеканалі «Fox». Виступ почався з того, що Гага, сидячи на плексігласовому фортепіано заповненим бульбашками, купається в променях рожевого світла. Другий куплет вона починає співати в стилі Бетт Мідлер у супроводі скрипок.
Акустичну версію виконано в ефірі каналу «BBC» у програмі «Live&In-Session» 19 квітня 2009 року. Крім того, вона виконала «Poker Face» у Сполученому Королівстві на «Paul O'Grady Show». Спочатку вона грала акустичну версію, перш ніж перейти до звичайної версії, і рок-версію на «Friday Night with Jonathan Ross». Ремікс версії «Poker Face» і «LoveGame» були виконані на церемонії «MuchMusic Video Awards», 2009 року.

## Фільмографія
- Пісня звучала у фіналі фільму «Артур і помста Урдалака».
- Використовувалася в фільмі «Персі Джексон та викрадач блискавок» (2010) в епізоді, коли головні герої спробували пригощання в казино «Лотос».
- Пісня звучала в серіалі «Південний парк» на початку серії «Війна китів».
- Звучала в фільмі «Карате-пацан» під час танцю Мей Ін в залі з ігровими автоматами.
- Пісню можна було почути в трейлері до фільму «Відмінниця легкої поведінки» (2010).

## Список композицій синглу
| - 'UK CD single 1. «Poker Face» — 3:58 2. «Poker Face» (Tommy Sparks & The Fury Remix) — 3:57 - Australian CD single 1. «Poker Face» (Album Version) — 3:58 2. «Just Dance» (Robots to Mars Remix) — 4:38 - Vinyl LP 1. «Poker Face» (Album Version) — 3:58 2. «Poker Face» (Glam As You Club Mix By Guéna LG) — 7:51 3. «Poker Face» (Dave Audé Club Mix) — 8:12 - Promo remixes CD single 1. «Poker Face» (Dave Audé Radio Mix) — 3:53 2. «Poker Face» (Dave Audé Club Mix) — 8:13 3. «Poker Face» (Glam As You Club Mix by Guéna LG) — 7:52 4. «Poker Face» (LGG Vs. GLG Radio Mix) — 4:06 5. «Poker Face» (LGG Vs. GLG Club Mix) — 6:33 | - iTunes EP 1. «Poker Face» (Space Cowboy Remix) — 4:54 2. «Poker Face» (Dave Audé Remix) — 8:13 3. «Poker Face» (Jody Den Broeder Remix) — 8:05 - U.S. 'The Remixes' CD single 1. «Poker Face» (Space Cowboy Remix) — 4:54 2. «Poker Face» (Dave Audé Remix) — 8:13 3. «Poker Face» (Jody Den Broeder Remix) — 8:05 4. «Poker Face» (Album Version) — 4:01 5. «Poker Face» (Instrumental) — 4:01 - German CD single (2 трека) 1. «Poker Face» — 3:58 2. «Just Dance» (Remix with Kardinal Offishall) — 4:18 |

## Музична команда
- Автори — Lady Gaga, RedOne
- Продюсер — RedOne
- Музичні інструменти — RedOne
- Звукозапис — RedOne
- Звукорежисер — Dave Russell
- Бек-вокал — Lady Gaga, RedOne
- Аранжування — Robert Orton

## Чарти і сертифікати
| \| Країна/Регіон (чарт) (2008/2009) \| Вища позиція \| \| ------------------------------------------ \| ------------ \| \| Австралія (Australian Singles Chart) \| 1 \| \| Австрія (Austrian Singles Chart) \| 1 \| \| Бельгія (Фландрія) (Belgian Singles Chart) \| 1 \| \| Бельгія (Валлонія) (Belgian Singles Chart) \| 1 \| \| Канада (Canadian Hot 100) \| 1 \| \| Чехія (Czech Airplay Chart) \| 2 \| \| Данія (Danish Singles Chart) \| 1 \| \| Нідерланди (Dutch Top 40) \| 1 \| \| Європа (European Hot 100 Singles) \| 1 \| \| Фінляндія (Finnish Singles Chart) \| 1 \| \| Франція (French Singles Chart) \| 1 \| \| Німеччина (German Singles Chart) \| 1 \| \| Угорщина (Hungarian Singles Chart) \| 6 \| \| Ірландія (Irish Singles Chart) \| 1 \| \| Італія (Italian Singles Chart) \| 2 \| \| Японія (Japan Hot 100) \| 21 \| \| Нова Зеландія (New Zealand Singles Chart) \| 1 \| \| Норвегія (Norwegian Singles Chart) \| 1 \| \| Росія (Russian Airplay Chart) \| 2 \| \| Іспанія (Spanish Singles Chart) \| 2 \| \| Швеція (Swedish Singles Chart) \| 1 \| \| Швейцарія (Swiss Singles Chart) \| 1 \| \| Велика Британія (UK Singles Chart) \| 1 \| \| США (Billboard Hot100) \| 1 \| |              |
| Країна/Регіон (чарт) (2008/2009) | Вища позиція |
| Австралія (Australian Singles Chart) | 1            |
| Австрія (Austrian Singles Chart) | 1            |
| Бельгія (Фландрія) (Belgian Singles Chart) | 1            |
| Бельгія (Валлонія) (Belgian Singles Chart) | 1            |
| Канада (Canadian Hot 100) | 1            |
| Чехія (Czech Airplay Chart) | 2            |
| Данія (Danish Singles Chart) | 1            |
| Нідерланди (Dutch Top 40) | 1            |
| Європа (European Hot 100 Singles) | 1            |
| Фінляндія (Finnish Singles Chart) | 1            |
| Франція (French Singles Chart) | 1            |
| Німеччина (German Singles Chart) | 1            |
| Угорщина (Hungarian Singles Chart) | 6            |
| Ірландія (Irish Singles Chart) | 1            |
| Італія (Italian Singles Chart) | 2            |
| Японія (Japan Hot 100) | 21           |
| Нова Зеландія (New Zealand Singles Chart) | 1            |
| Норвегія (Norwegian Singles Chart) | 1            |
| Росія (Russian Airplay Chart) | 2            |
| Іспанія (Spanish Singles Chart) | 2            |
| Швеція (Swedish Singles Chart) | 1            |
| Швейцарія (Swiss Singles Chart) | 1            |
| Велика Британія (UK Singles Chart) | 1            |
| США (Billboard Hot100) | 1            |

## Дати релізу
| Регіон           | Дата            |
| ---------------- | --------------- |
| Австралія        | 23 вересня 2008 |
| Північна Америка | 16 грудня 2008  |
| Велика Британія  | 11 січня 2009   |
| Німеччина        | 20 лютого 2009  |
| Швейцарія        | 27 лютого 2009  |
| Італія           | 2 квітня 2009   |